# Simon Eder
Simon "Sam" Eder (Zell am See, 23 de fevereiro de 1983) é um biatleta austríaco, medalhista olímpico. 

## Carreira
Simon Eder representou seu país nos Jogos Olímpicos de 2010 e 2014, na qual conquistou a medalha de prata, e bronze no revezamento 4x 7,5km, em 2010 e 2014 respectivamente. 